# 藤壺自動車工業
有限会社 藤壺自動車工業（ふじつぼじどうしゃこうぎょう）は、福岡県糟屋郡に九州陸運局認証工場を置く自動車の板金整備、販売を行う会社である。

## 概要
1931年（昭和6年）に福岡市博多区で、オートバイの整備事業である藤壺モータース（現、藤壷自動車工業）を開業したことが始まりである。

## 沿革
藤壺技研工業の創業者である藤壺勇が1931年（昭和6年）に福岡市で藤壷モータースを立ち上げた。1937年（昭和12年）に日中戦争が開始されると、弟の勝が召集を受け、陸軍の第14師団に配属された。軍用車輌の整備や、三笠宮の警護などが任務であった。藤壷モータースには、多くの軍関係の仕事を請けていた。1945年（昭和20年）6月19日の福岡大空襲で、工場も被害を受けたが、機械工具は敷地内に埋めていたため、焼夷弾攻撃による熱風被害を受けなかった。弟の勝はこの年に復員し、以前のように兄弟で整備事業を行うようになった。1949年（昭和24年）にオートバイ「イーグル号」の製造販売に取り掛かり、400台程が販売された。1951年（昭和26年）に兄の勇は神奈川県横浜市に移り、1955年（昭和30年）に藤壺技研工業を設立した。福岡の藤壷モータースはその後、名称を藤壺自動車工業と改め、弟の藤壷勝が引き継ぐことになり今日に至る。

## 福岡のフジツボ
兄の藤壺勇が横浜市に移ると、福岡の整備工場は弟の藤壺勝が継ぐことになった。福岡では整備業中心で、2輪車や3輪車の新車、中古車の販売も行っていた。勝は戦前からオートバイや軍用車両などの整備士だったので、昭和20年代後半から古い国産、輸入自動車の整備や板金などの依頼を受けていた。昭和40年代になると、スズキのフロンテや、ホンダのS800、N360のボディを外してジムカーナの競技車の製作などもしていた。車重が軽かったために運動性能が良く、自動車学校の練習コースや、飛行場の跡地などで行われていた当時のジムカーナ競技に出場し、好成績を残した。このころ福岡市博多区の整備工場は、道路拡張とともに福岡県糟屋郡に移転した。

## レース活動
藤壷勇は1936年（昭和11年）からオートバイレースに参戦していた。レースに勝つために勇自身がエンジン内部を溶接加工し、航空機エンジンの部品を加工取り付けしたりして、レースで好成績を残した。1940年（昭和15年）になると戦争激化のためにレースの開催自体が難しくなり、対米戦に突入すると完全に中止となった。
弟の藤壷勝のレース参戦は、戦後からとなった。これは出征が原因で太平洋戦争が終結するまで不可能であった。戦後復員し、兄の勇と仕事をするようになるとオートバイのレース活動も兄弟で参加するようになり、ハーレーダビッドソンやインディアン、メグロ、などに乗り、福岡中学（現在の福岡高校）のグラウンドなどで行われていた周回レースなどで連戦連勝の好成績をおさめた。レースの模様は地元の新聞社やGHQなどが取材に来ていた。兄弟が製作したイーグル号もレースに出したりしたが、ローが低く、良い成績を残せなかった。
昭和40年代になると、藤壺勝の長男である巌が4輪車で参戦するようになった。このころ既に神奈川県横浜市に居を移していた勇は、そこでマスタリー.レーシングクラブというレースクラブを運営していてジムカーナやレースを主催していた。1967年（昭和42年）に神奈川県の大礒ロングビーチでジムカーナを開催していたときに巌がB10型サニーで初参戦し好成績をおさめたことによって、地元福岡でレースクラブ（マスタリー.レーシングクラブ.フクオカ）を昭和43年に立ち上げることになり、九州や中国地方で主に活動し、JAF公認レースの主催や企業からの主催協賛を受けた。巌自身はスバル・ff-1などで参加し優勝するようになるが、周囲の参加者がスバル・1300Gなどで参戦すると苦戦をしいられるようになった。サーキット走行会では西日本サーキット（山口県美祢市）で開催され、ダイハツ・フェローや、ホンダ・N360を400ccにボアアップ、デフロック（溶接）、CRキャブ、レース用クランク（おむすび型）、ポート研磨、燃焼室加工、ビッグバルブ、レース用カム、強化バルブスプリング、クイックシフト変更、安全タンク交換、ピロボール、アクリルガラス、FRPボンネット、タコ足、アルミ製のワンオフブリスターフェンダー、スリックタイヤなどで武装し、徹底的に車重の軽量化をはかり、500ccにアップしていた他のレースカーと対等に競った。

## ホークス優勝パレードに参加
1999年（平成11年）、2000年（平成12年）、2003年（平成15年）に福岡ダイエーホークスが優勝すると、キャデラックやエクスキャリバーを使用して、中内㓛会長、王貞治監督、他、当時の主力選手らが乗車し、博多や小倉の繁華街をパレードした。